# 米塔格山 (格里松阿爾卑斯山脈)
46°42′07″N 9°51′57″E / 46.701905°N 9.86576°E

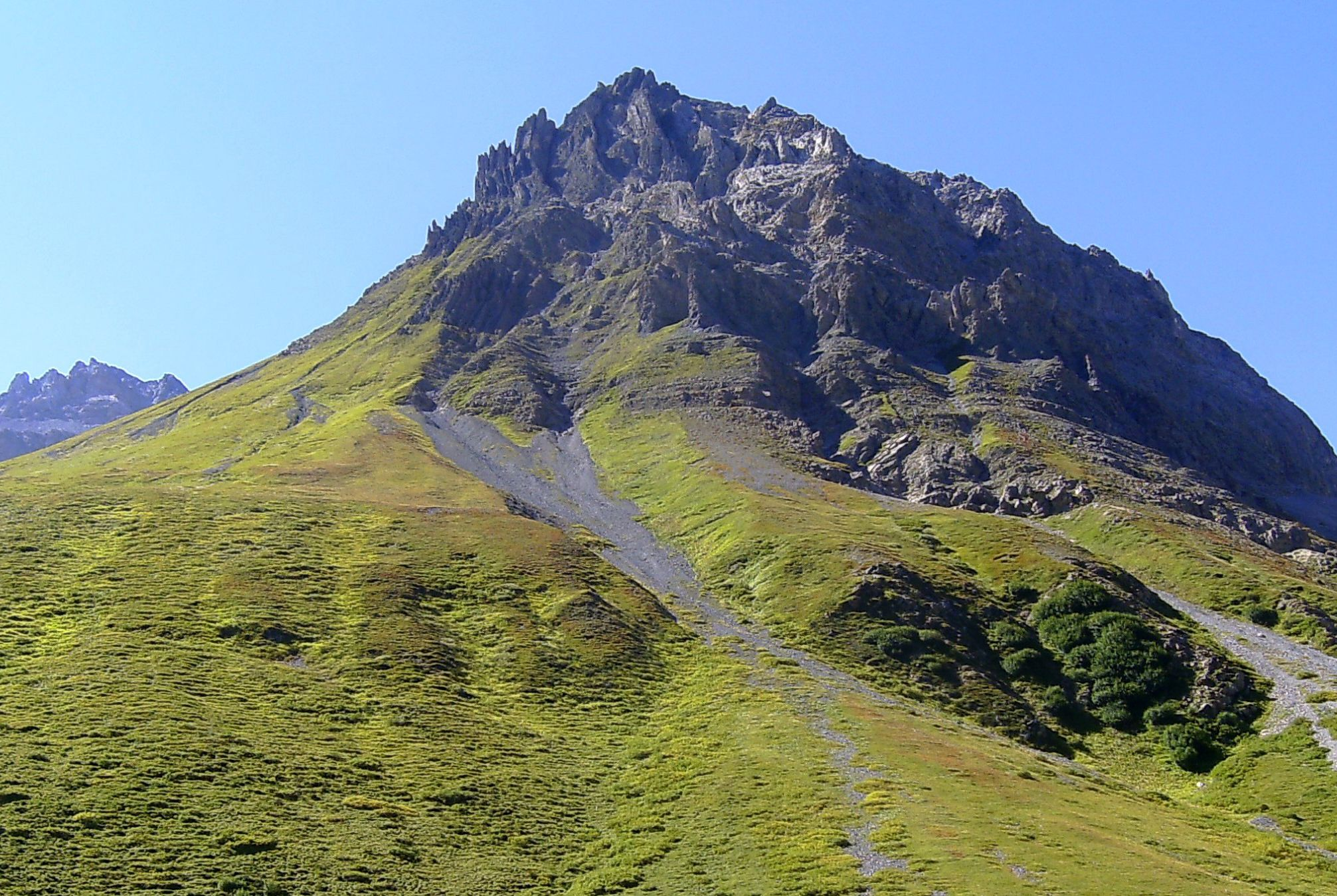

米塔格山（Mittaghorn），是瑞士的山峰，位於該國東南部，由格勞賓登州負責管轄，屬於格里松阿爾卑斯山脈的一部分，海拔高度2,735米，山體由沉積岩組成。